# Тіанеті (муніципалітет)
Тіанетський  муніципалітет (груз. თიანეთის მუნიციპალიტეტი) — адміністративна одиниця мгаре Мцхета-Мтіанеті, Грузія. Адміністративний центр — Даба Тіанеті.

## Населення
Станом на 1 січня 2014 чисельність населення муніципалітету склала 9468 мешканців.
| Грузини | Осетини | Росіяни | Вірмени | Греки |
| 97,2%   | 0,2 %   | 0,15 %  | 0,1 %   | 0,1%  |